# 3700 Geowilliams
3700 Geowilliams eller 1984 UL2 är en asteroid i huvudbältet som upptäcktes den 20 augusti 1984 av det amerikanska astronom paret Eugene M. och Carolyn S. Shoemaker vid Palomar-observatoriet. Den är uppkallad efter den australiensiske geologen George E. Williams.
Asteroiden har en diameter på ungefär 7 kilometer.